# Orlovice (Pocinovice)
Orlovice (Pocinovice) – wieś w Czechach. Administracyjnie należy do wsi Pocinovice, od której oddalona jest o ok. 3 km na zachód.
Wieś leży ok. 16 km na południowy wschód od miasta Domažlice, ok. 50 km na południowy zachód od Pilzna i ok. 126 km na południowy zachód od Pragi. W Pocinovicach zarejestrowanych jest 10 adresów, a w roku 2003 mieszkało tam 17 osób.
Wioska należy pod grunty katastralne Orlovice u Palovic o powierzchni 9,98 km².